# Natalie Imbruglia
Natalie Jane Imbruglia (Sydney, 4 febbraio 1975) è una cantautrice e attrice australiana naturalizzata britannica.

## Biografia
Figlia di Elliot Imbruglia, italiano di Lipari, e di Maxene Anderson, australiana, Natalie Imbruglia nasce a Sydney e cresce a Berkeley Vale. Ha una sorella minore, Laura Imbruglia, anche lei cantante. A cinque anni prende lezioni di danza jazz e in seguito di tip tap e di balletto. A sedici anni abbandona la scuola e si trasferisce a Sydney, alla ricerca di un modo per emergere nel campo dello spettacolo.
Il suo esordio fu come testimonial pubblicitario di una gomma da masticare giapponese. A 17 anni acquisì una certa notorietà come interprete di una soap opera molto famosa in Australia, Neighbours (in cui appaiono anche Kylie Minogue e Holly Valance). Il suo doveva essere un ruolo secondario, tanto che venne scritturata solo per due settimane. Il successo del personaggio fu però tale che gli autori decisero di darle un ruolo ben più rilevante. Fu un periodo piuttosto buono per Natalie che, tuttavia, dimostrò di non apprezzare molto la vita che stava conducendo, dichiarando in seguito: «Sono grata a quanti mi hanno consentito di fare l'attrice. Ho conosciuto tanta gente, ho potuto guadagnare molto e comprarmi i vestiti alla moda. Ma presto quel tipo di fama ha perduto il suo fascino. Due anni di quella vita e non mi riconoscevo più, ero diventata acida.».

### Carriera musicale

#### Gli inizi
Si trasferisce così a Londra, dove deve ricominciare da zero. Le cose non vanno però molto bene, al punto che per lei spesso diventa un problema anche trovare i soldi per l'affitto. Intanto ha iniziato a scrivere canzoni e, come obiettivo, si prefigge di non restare nella capitale inglese. Viene in seguito notata da una major musicale. Come provino le fanno cantare la canzone Torn, degli Edna Swap, la cui cover in seguito sarà il suo primo successo, al seguito del quale sottoscriverà un contratto con la compagnia.

#### Left of the Middle

Imbruglia al Festivalbar 1998, tra i conduttori Fiorello (a sinistra) e Alessia Marcuzzi (a destra).

Nel 1997 incise il suo primo album, Left of the Middle, che le valse svariati premi. Venne nominata anche a 3 Grammy Award ma senza vittorie. Il disco riscosse un ottimo successo mondiale: negli Stati Uniti entrò in top 10 e vinse 2 dischi di platino. A livello mondiale il disco ha superato gli 8 milioni di copie. Il singolo di lancio fu Torn, che in breve divenne una hit planetaria, raggiungendo il secondo posto in Gran Bretagna, mentre negli USA rimase il singolo più suonato dalle radio per ben undici settimane consecutive. Ancora oggi è ricordata come una delle canzoni simbolo degli anni novanta. Vennero estratti altri singoli, Big Mistake, Wishing I Was There e Smoke che ottennero un discreto successo, ma non paragonabile a quello di Torn. Nel frattempo Imbruglia preparava il secondo album, ma prima della sua pubblicazione collaborò ad alcune canzoni, ossia alle colonne sonore di Stigmate, con la canzone Identify (scritta da Billy Corgan degli Smashing Pumpkins, uscì come singolo ed ebbe anche un videoclip) e Go, incise una canzone per beneficenza (It's Only Rock and Roll) e collaborò all'album Reload di Tom Jones.

#### White Lilies Island
Nel 2001 uscì il suo secondo album, White Lilies Island. In esso si ritrovano tematiche improntate maggiormente alla serietà rispetto alla spensieratezza iniziale. Il disco non raggiunse buoni risultati, specie negli USA, White Lilies Island riuscì comunque a vendere 2 milioni di copie. I singoli estratti dall'album furono That Day, Wrong Impression e Beauty On the Fire. I primi due singoli ottennero discreti riscontri in Gran Bretagna (ma non negli USA), mentre il terzo passò quasi inosservato. Anche il look della Imbruglia è nel frattempo cambiato molto. Nello stesso anno lavora per la colonna sonora del film Y tu mamá también (2001), mentre nel 2002 per Mr. Deeds (2002). Sempre nel 2002 diventa uno dei volti di L'Oreal.

#### Counting Down the DayseGlorious

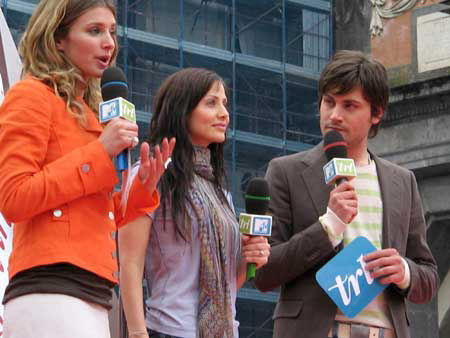
Imbruglia ospite di Total Request Live a Napoli nel 2005, tra i conduttori Carolina Di Domenico (a sinistra) e Federico Russo (a destra).

Per il terzo capitolo discografico bisognerà aspettare altri 4 anni, con Counting Down the Days, del 2005. L'album si rivela organico e dall'ascolto piacevole, caratterizzato dall'alternanza di ballate e pezzi pop rock. Vengono estratti soltanto due singoli, ossia Shiver (che divenne il suo maggior successo dai tempi di Torn) e Counting Down the Days (che invece passò quasi inosservato). Nello stesso anno la Imbruglia partirà con un tour per promuovere l'album. Il disco ottenne un buon successo in Europa, ma non in Australia (dove non riuscì ad entrare in top 10) e negli USA, dove non venne nemmeno pubblicato. Ad oggi Counting Down the Days ha venduto 1 milione di copie in tutto il mondo, ha raggiunto la numero 1 in Gran Bretagna e risultò uno dei 100 album più venduti del 2005.
Nel 2006 la Imbruglia è impegnata diversamente con "Il Fondo dell'ONU per i Popoli" (UNFPA) per aiutare la ricerca sulla fistola. Nelle diverse interviste ha tranquillizzato i fan informandoli che sarebbe tornata a pubblicare album e, se il caso, dei film come attrice.
Il suo nuovo singolo Glorious, presentato in anteprima alle Finali di Verona del Festivalbar, vince il premio "Speciale". Il singolo riscuote un successo mediocre, nonostante arrivi a posizioni di un certo rilievo (n. 23 nella classifica inglese e n. 13 nella classifica mondiale, posizione più alta nella classifica italiana con un picco alla n.9). Il 10 settembre 2007 esce la sua prima raccolta, Glorious: The Singles 1997-2007. La raccolta non ottiene grande successo soprattutto a causa della scarsa promozione, dovuta al fatto che la cantante nello stesso periodo stava preparando il divorzio dal marito.

#### Come to Life

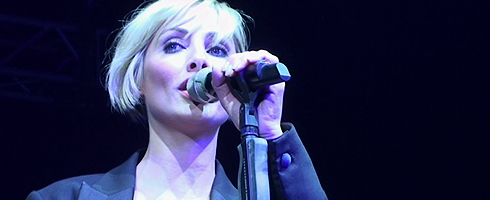
Imbruglia a Bucarest nel 2008

Natalie aveva rivelato già nel dicembre 2008, il nome del nuovo disco, ossia Come to Life, uscito nell'ottobre 2009. Si tratta di una vera rivoluzione per la cantante, in quanto è stato prodotto dalla casa discografica fondata dalla Imbruglia dopo aver lasciato la Sony. È stato anticipato dal singolo Want, di ottimo successo in Italia, dove arriva alla quarta posizione della classifica dei singoli più venduti, ma deludente negli altri Paesi. Il secondo ed ultimo singolo, Scars è stato pubblicato nell'estate 2010. Alcune delle canzoni di questo album sono state scritte da Chris Martin, leader dei Coldplay.

#### Male

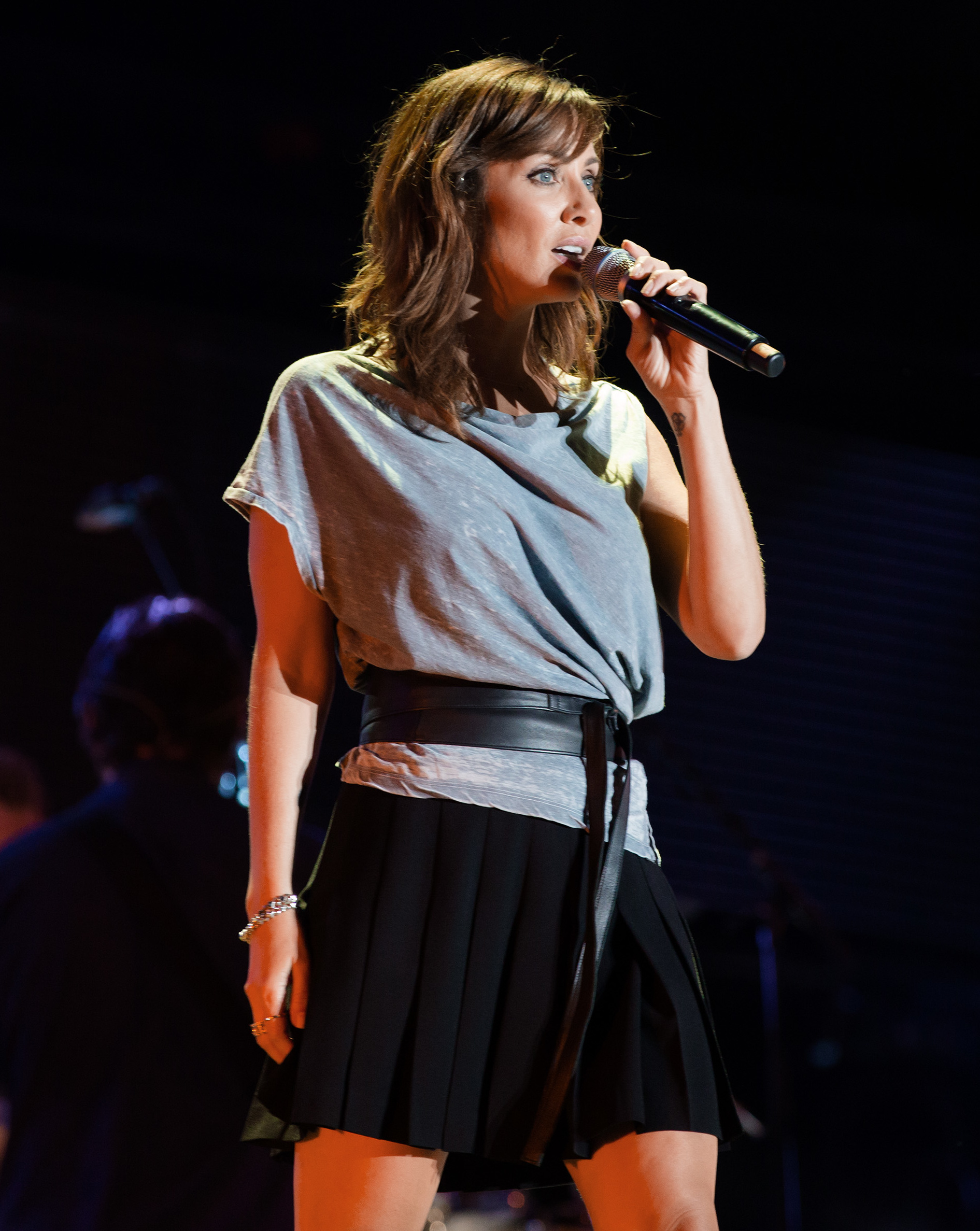
Imbruglia a Vienna nel 2015

A partire da luglio 2014 viene annunciato il ritorno sulla scena musicale con un album di cover di cui si sarebbero avute notizie a partire da marzo dell'anno successivo. Il 13 marzo 2015 infatti, sui canali ufficiali di Natalie Imbruglia vengono diffusi l'immagine di copertina e il titolo dell'album, Male, che in inglese significa 'maschio, maschile' in riferimento alla presenza, nel disco, di reinterpretazioni di brani inizialmente cantati da soli uomini. Il 23 marzo 2015 esce il primo singolo estratto dall'album, Instant Crush, cover dell'omonima canzone dei Daft Punk. L'album è stato disponibile per l'ordinazione dal 23 marzo 2015 negli Stati Uniti e in Canada ed è stato pubblicato il 28 luglio 2015. Oltre ai Daft Punk, fra i nomi celebri che costituiscono le tracce dell'album figurano i The Cure, Neil Young, Cat Stevens, Death Cab for Cutie e altri.

#### Firebird

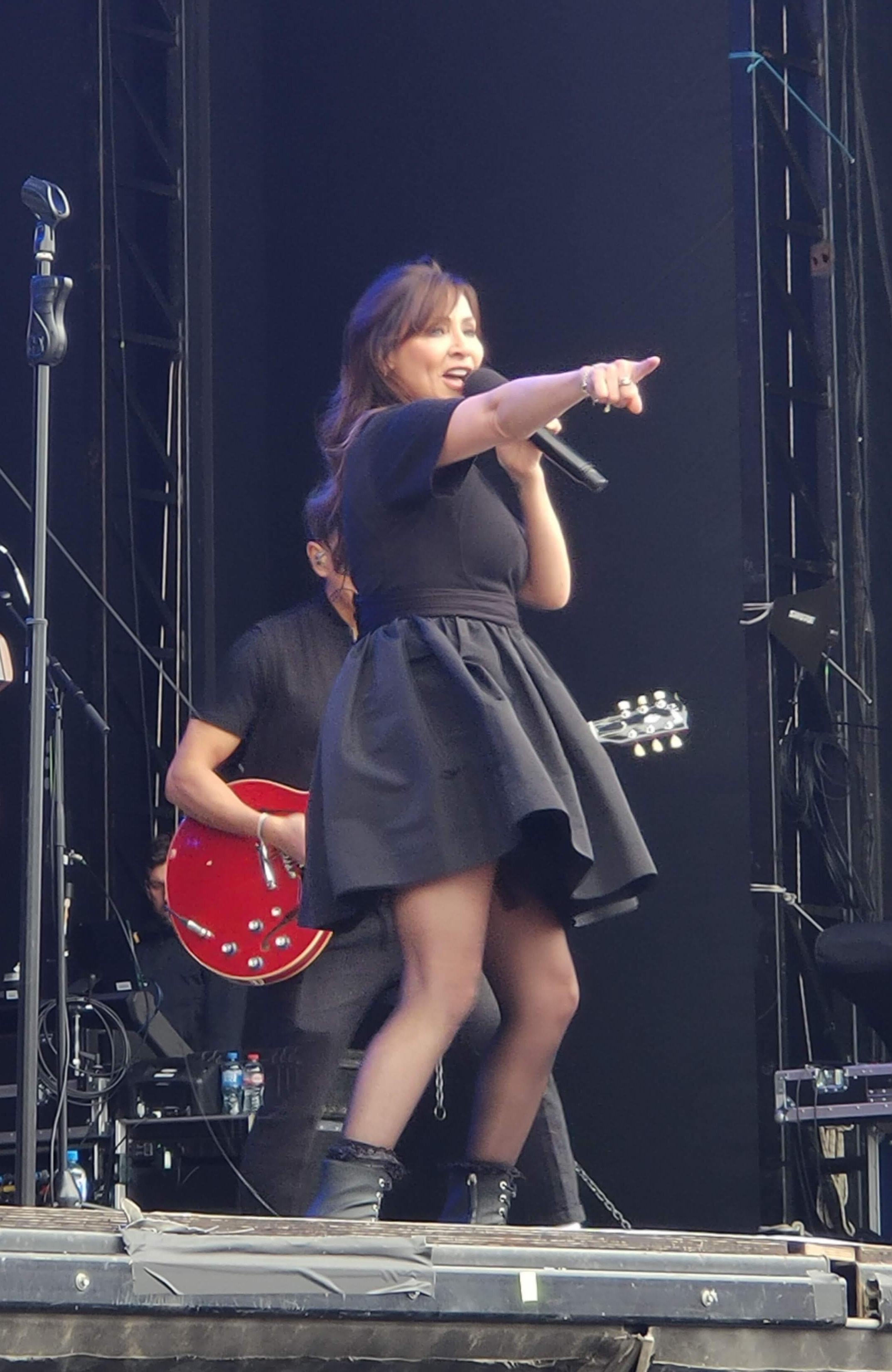
Imbruglia a Cork nel 2025

Nel giugno 2021 pubblica il singolo Build It Better come primo estratto dall'album Firebird, in uscita il 24 settembre 2021. A metà luglio esce il secondo singolo Maybe It's Great, scritto con Albert Hammond Jr. e Gus Oberg. Successivamente, a metà agosto viene pubblicato il terzo singolo On My Way, il cui video appare su YouTube a partire dal 25 agosto.

### Carriera cinematografica
Dopo la sua prima esperienza nella soap opera Neighbours, la Imbruglia riesce ad avere nel 2003 una parte nel film di Peter Howitt, Johnny English e a riscuotere anche un discreto successo come attrice. Il film, ricco di divertimento ed effetti speciali, annovera un cast di tutto rispetto in cui compaiono anche Rowan Atkinson e John Malkovich.
Il 10 novembre 2007 esce nelle sale italiane il film d'animazione Winx Club - Il segreto del regno perduto di Iginio Straffi con protagoniste le famose fatine ormai celebri nel mondo. Natalie accetta di scrivere e cantare il tema principale per il film, All the Magic. La canzone viene poi inserita nella colonna sonora originale della pellicola pubblicata da Epic Sony.
Nel 2009 recita nel film australiano Closed for Winter di James Bogle.
Dal 2010 ha deciso di lasciare la carriera musicale per un periodo indeterminato e di dedicarsi a quella del cinema.

## Vita privata
Alla vigilia del 2003, Imbruglia e il suo fidanzato da tre anni, il cantante dei Silverchair Daniel Johns, si sono sposati con una cerimonia sulla spiaggia in Australia. I due hanno vissuto insieme a Windsor, Berkshire, Regno Unito, su un'isola chiamata "White Lilies" che in seguito è diventato il titolo del suo secondo album, e a Newcastle, Australia. Il 4 gennaio 2008 la coppia ha annunciato pubblicamente il loro divorzio, citando la distanza come causa principale della rottura.
Ha dichiarato di aver sofferto di depressione a seguito del repentino successo avuto e del conseguente stress a cui non era abituata.
Dal 28 febbraio 2013, Natalie Imbruglia è cittadina naturalizzata del Regno Unito. Il 9 ottobre 2019, a 44 anni, ha partorito un bambino, Max Valentine Imbruglia, grazie alla fecondazione in vitro.

## Discografia
- 1997 – Left of the Middle
- 2001 – White Lilies Island
- 2005 – Counting Down the Days
- 2009 – Come to Life
- 2015 – Male
- 2021 – Firebird

## Filmografia

### Cinema
- Johnny English, regia di Peter Howitt (2003)
- Closed for Winter, regia di James Bogle (2009)
- Underdogs, regia di Doug Dearth (2013)
- Among Ravens, regia di Russell Friedenberg e Randy Redroad (2014)
- Little Loopers, regia di Jim Valdez (2015)

### Televisione
- Neighbours – soap opera, 250 episodi (1992-1995) – Beth Brennan
- Law of the Land – serie TV, episodio 4x08 (1997)
- Saturday Night Live – programma televisivo, episodio 23x15 (1998)
- The X Factor: UK – programma televisivo, episodi 7x09-7x10 (2010)
- The X Factor: Australia – programma televisivo, 28 episodi (2010)
- Who Do You Think You Are? – programma televisivo, episodio 9x03 (2018)

### Doppiatrice
- Legend of the Lost Tribe, regia di Peter Peake – film TV (2002)